# Ankyropetalum coelesyriacum
Ankyropetalum coelesyriacum är en nejlikväxtart som beskrevs av Pierre Edmond Boissier. Ankyropetalum coelesyriacum ingår i släktet Ankyropetalum och familjen nejlikväxter. Inga underarter finns listade i Catalogue of Life.